# Entry Draft
Als Entry Draft (deutsch etwa „Nachwuchsrekrutierung“) werden die vor allem in den nordamerikanischen Profisportligen wie der NHL (Eishockey), der NBA (Basketball), der NFL (American Football), der CFL (Canadian Football), der MLS (Fußball) und der MLB (Baseball) praktizierten Verfahren bezeichnet, mit denen sich die Clubs untereinander über die Rechte an den vielversprechendsten Nachwuchsspielern einigen.
Während der gesamten Saison beobachten Talentsucher Spieler in Amerika und Europa. Diese erstellen Listen, in denen die Spieler nach deren Einschätzung gereiht sind. Die Listen haben für die wählenden Teams nur den Charakter einer Empfehlung, die Teams müssen sich bei der Auswahl nicht zwingend an die Reihung halten. In der NFL gibt es ungefähr zwei Monate vor dem Draft die NFL Combine, in der alle angemeldeten Spieler „auf Herz und Nieren geprüft“ werden.
Da es in diesen Ligen keine Ab- und Aufsteiger gibt, dürfen die Teams, die sich nicht für die Play-offs qualifizieren konnten, vor den anderen Teams wählen und haben somit bessere Chancen auf gute Nachwuchsspieler. Um zu verhindern, dass schwache Mannschaften gegen Ende der Saison in Hinblick auf eine frühere Auswahlmöglichkeit absichtlich schlecht spielen, führten einige Ligen aber auch Zufallselemente ein. Die endgültige Reihenfolge wird dort durch eine gewichtete Auslosung in der sogenannten Draft Lottery (Rekrutierungslotterie) festgelegt. Oft werden Draft Picks (Rekrutierungspositionen) schon vor dem Draft, zum Beispiel im Zuge von Spielertransfers, an andere Teams abgetreten. 
Ein Verein, der einen Spieler gedraftet (rekrutiert) hat, besitzt sämtliche Rechte an diesem. Es ist dem Spieler nicht möglich, ohne Zustimmung seines Vereins für ein anderes Team in der Liga zu spielen. Der Verein hingegen ist nicht verpflichtet, den jeweiligen Spieler auch tatsächlich in der Liga einzusetzen. Oft spielen die jungen Talente vorerst in sogenannten Farmteams, wo sie ihre Fähigkeiten weiterentwickeln können und auf Abruf für den Einsatz im Profi-Team bereitstehen.
Die Grundidee des Drafts hatte der spätere NFL-Präsident Bert Bell im Jahre 1934. Ein Jahr später beschloss die NFL, das System aufzunehmen und fortan jedes Jahr im Frühling anzuwenden.
Kritiker des Drafts bemängeln, dass das Verfahren das Recht auf freie Arbeitsplatzwahl beschränke. Dem stellen  die Profiligen das Argument gegenüber, dass der Draft vor allem in Kombination mit der Free Agency Verhältnisse verhindere, wie sie im europäischen Fußball aufträten, wo sich finanzstarke Vereine die besten Talente kaufen und sich dadurch immer mehr verstärken würden, wohingegen die (finanziell) schwächeren Vereine mit den angebotenen Gehältern der Top-Vereine nicht mithalten könnten und so noch schwächer würden.
Das Draft-System kann sich jedoch in Europa selbst langfristig nicht durchsetzen, da es hier eine andere Vereins- und Ligenstruktur gibt: In den USA ist das Vereinssystem häufig an öffentliche Bildungseinrichtungen gekoppelt, also an High Schools, Universitäten etc. Im Erwachsenenbereich gibt es außerhalb der Profiligen nur wenige und wenig bekannte Amateurligen. Diese Spaltung der Vereine in verschiedene Altersgruppen begünstigt das Draft-System genauso wie das umfangreiche System an Sportstipendien.